# Емна Мізуні
Емна Мізуні (араб. آمنة الميزوني) — туніська онлайн-активістка, вільна журналістка, експерт із комунікацій та керівник бізнесу. Після успішної допомоги в підготовці RightCon Tunis, у липні 2019 року її призначили виконувати функції в глобальній раді директорів Access Now, міжнародної некомерційної групи прав людини у відкритому Інтернеті. У березні 2013 року, Мізуні стала співзасновницею Cartagina, Інтернет-ініціативи, призначеної для створення інтересу до культурної спадщини Тунісу в країні та за кордоном. У серпні 2019 року на конференції Вікімедіа в Стокгольмі Емну Мізуні відзначено Вікімедійкою 2019 року через провідну роль, яку вона зіграла в розвитку арабських та африканських громад, а також за її успіх у просуванні історії та культури Тунісу.

## Біографія
Емна Мізуні, яка виросла в столиці Тунісу, місті Туніс, у 2006 році закінчила ліцей Хазнадар у районі міста Ле Бардо, а потім відвідувала торговельну майстерність (ESCT) в Тунісі, де спочатку закінчила менеджмент (2009), а потім пішла далі здобути ступінь магістра з маркетингу, ділових переговорів та комунікацій (2011). Після навчання працювала в маркетингу і як журналіст та ведуча з рейду. У червні 2012 року призначена посадовою особою з маркетингу та комунікацій Британської Ради.
Після Арабської весни Мізуні зрозуміла, що знань про історію та культуру своєї країни на жаль не вистачає. Як результат, вона була одним із двох співзасновників Карфагіни (заснована на назві Карфаген, старовинна назва Тунісу), яка була покликана сприяти популяризації культурної спадщини Тунісу.

## Вибрані публікації
- 2018: Mizouni, Emma: Evaluation de la stratégie de communication d'un nouveau media, Editions universitaires européennes, ISBN 978-3-639-50786-7[11]